# Gare d'Ogye
La gare d'Ogye (en coréen : 오계역) est une gare ferroviaire nord-coréenne située à Ogye-ri, dans l'arrondissement de Tongchon et la province du Kangwon. Elle est desservie par la ligne Kumgangsan.

## Historique
La gare d'Ogye est ouverte par le Chemin de fer gouvernemental de Chosen (en) le 1er septembre 1929, en même temps que la partie originelle de la ligne Tonghae Pukpu entre Anbyon et Hupkok.

## Desserte
| Origine | Arrêt précédent | Train | Train            | Train | Arrêt suivant    | Destination                    |
| ------- | --------------- | ----- | ---------------- | ----- | ---------------- | ------------------------------ |
| Anbyon  | Anbyon          |       | Ligne Kŭmgangsan |       | Sangum Chongnyon | Jejin (en République de Corée) |